# Norma-Galaxienhaufen

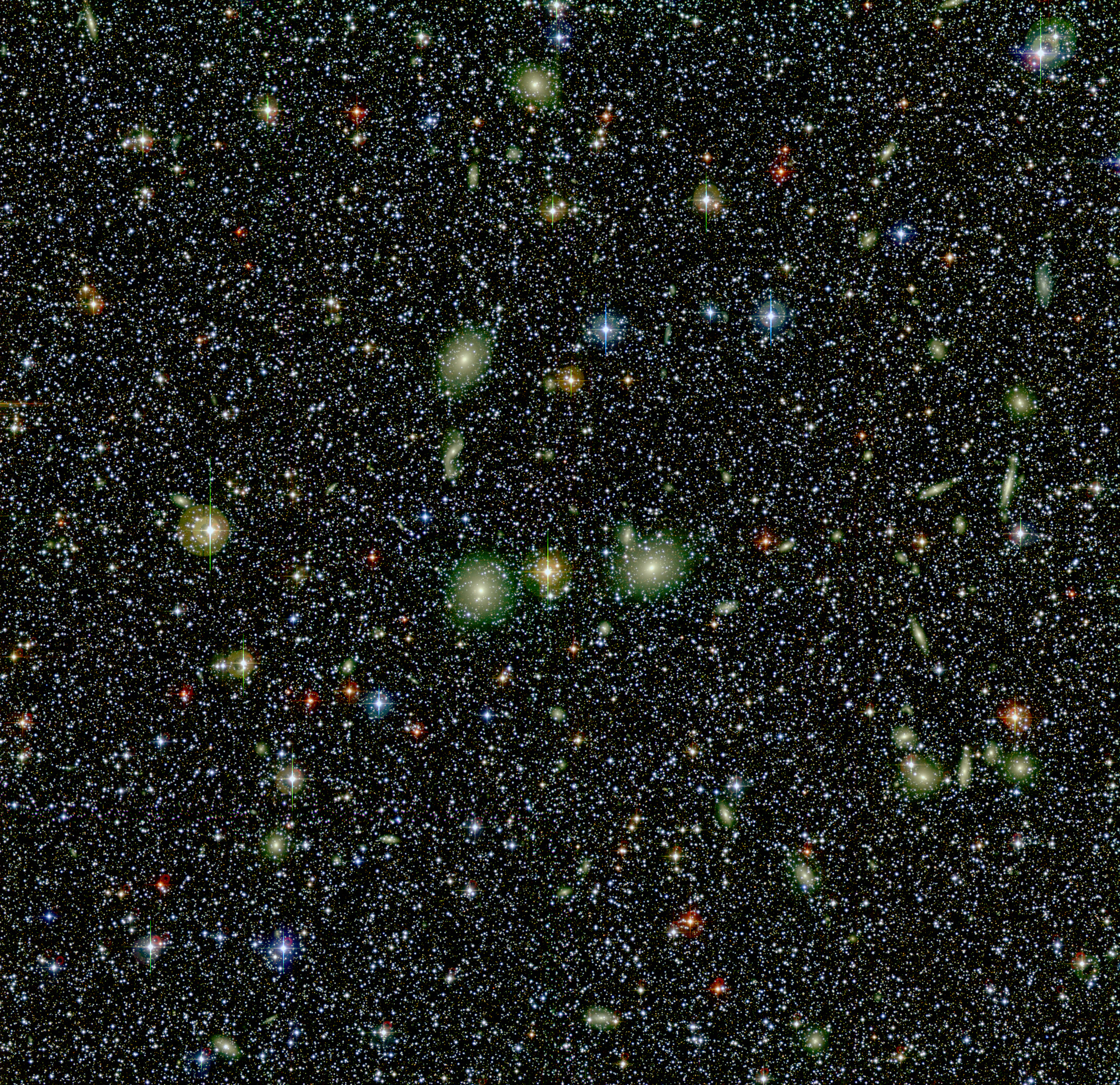
Zentrum des Norma-Galaxienhaufens. Mittig sind die Riesengalaxien ESO 137-8 (links) und ESO 137-6 (rechts) zu sehen.

Der Norma-Galaxienhaufen (auch Abell 3627) ist ein großer Galaxienhaufen am Südhimmel an der Grenze des Sternbildes Winkelmaß (Norma) zum Sternbild Südliches Dreieck. Mit einer Entfernung von etwa 65 Mpc (210 Mio. Lichtjahre) ist er der Erde deutlich näher als der Coma-Haufen und daher der nächste bekannte reiche Galaxienhaufen. Seine mittlere Radialgeschwindigkeit beträgt 4870 km/s und korrespondiert mit einer Rotverschiebung von z = 0,016.
Obwohl er gleichzeitig nahe und hell ist, kann er nur schwer beobachtet werden, da er in Richtung der Kante des Milchstraßensystems liegt, so dass er durch interstellaren Staub teilweise verdeckt wird und die Beobachtung durch die große Dichte an Vordergrundsternen erschwert wird. Er entzog sich daher lange größerer Aufmerksamkeit der Forschergemeinde. Das änderte sich, als eine Forschergruppe um Donald Lynden-Bell, die als „die sieben Samurai“ bekannt wurde, die Existenz eines Großen Attraktors postulierte, der die Bewegung aller Galaxien in der kosmischen Nachbarschaft beeinflusst und sich hinter der so genannten „Vermeidungszone“ (engl. zone of avoidance) in Richtung des Sternbildes Winkelmaß befinden müsste. Seit 1996 gilt der Norma-Galaxienhaufen als ein wesentlicher Bestandteil des Großen Attraktors und wird eingehend untersucht.

## Struktur des Haufens
Der Norma-Galaxienhaufen enthält etwa 300 genauer untersuchte Galaxien, die sich über seinen Abell-Radius von etwa 2 Mpc (entsprechend 1,75° am Himmel) verteilen. Die Gesamtzahl größerer Galaxien wird allerdings deutlich höher liegen, von denen mittlerweile etwa 600 bekannt sind. Die Masse des Norma-Galaxienhaufens wurde unabhängig durch Analyse seiner Röntgenstrahlung (aus ROSAT- und ASCS-Messungen) und mittels dynamischer Modelle (Virial-Satz) aus der Pekuliargeschwindigkeit seiner Mitglieder auf eine Größenordnung von 1015 Sonnenmassen bestimmt und scheint damit etwas weniger massereich als der Coma-Haufen zu sein.
Im Zentrum des Haufens befinden sich die beiden cD-Galaxien ESO137-6 (PGC 57612) und ESO 137-8 (PGC 57649). Die Anwesenheit dieser beiden elliptischen Riesengalaxien ist eine Eigenschaft, die der Galaxienhaufen mit anderen Haufen (u. a. dem Coma-Haufen) teilt und im Schema von Rood und Sastry als Typ B (für binär) bezeichnet wird. Abell klassifizierte den Haufen im Schema nach Bautz und Morgan als Typ I (irregulär). Der gesamte Haufen hat eine längliche Struktur, die in die Richtung einer Kette von Galaxienhaufen zeigt, die sich vom Pavo-II-Galaxienhaufen über den Centaurus-Crux-Galaxienhaufen erstreckt.
Von den etwa 300 genauer untersuchten Galaxien des Haufens sind insgesamt 36 % elliptisch oder linsenförmig (Hubble-Typ E und S0) und 64 % spiralförmig oder irregulär (Typ S und Irr). Die S/Irr-Population weist dabei eine deutliche Teilung in zwei Untergruppen auf, von denen sich eine (Norma A) nahe dem Zentrum des Haufens, die andere (Norma B) etwa 1° nordwestlich des Zentrums und damit in Richtung der länglichen Filamentstruktur befindet, die den Norma-Haufen mit seinen Nachbarhaufen zu verbinden scheint.
Die beiden zentralen Riesengalaxien dominieren das Haufenzentrum, das geometrisch und dynamisch recht exakt mit ESO137-6 zusammenfällt. Diese Galaxie gehört zu den 20 stärksten extragalaktischen Radioquellen und wird als solche unter der Bezeichnung PKS B1610-608 geführt. Sie ist ebenfalls das Zentrum stärkerer Röntgenstrahlung. Auffällig ist ebenfalls die große Pekuliargeschwindigkeit von gut 500 km/s, die auf eine bevorstehende Verschmelzung innerhalb eines Unterhaufens hinweisen könnte. Im optischen Bereich besitzen beide Riesengalaxien eine scheinbare Helligkeit von gut 13 mag.
Das Chandra- und das XMM-Newton-Röntgenteleskop entdeckten bei der Balkenspiralgalaxie ESO 137-1 (PGC 57532), die sich auf das Zentrum von Abell 3627 zubewegt, einen 200.000 Lichtjahre langen Gasschweif, in dem eine große Zahl neuer Sterne entsteht. Dies ist aktuell (Stand September 2007) der längste bisher entdeckte Gasschweif bei Galaxien. Im Januar 2010 wurde ein zweiter Gasschweif entdeckt, der auch von der Galaxie ESO 137-1 ausgeht.

## Daten
- Rektaszension: 16h 15m
- Deklination: −60° 56'
- Galaktische Länge: 325°
- Galaktische Breite: −7°
- Entfernung: 210 Millionen Lichtjahre (65 Mpc, Rotverschiebung z = 0,016)
- Helligkeit der hellsten Galaxie: 12,8 mag
- Durchmesser: etwa 3,5°

Datenquellen